# Alberto de Lacerda
Carlos Alberto Portugal Correia de Lacerda (Mozambique, 20 de septiembre de 1928 – 27 de agosto de 2007) fue un poeta y presentador de la BBC portugués.

## Biografía
Aunque nació en Mozambique, en 1946, Lacerda se trasladó a Lisboa. En 1951, comenzó a trabajar en la BBC como locutor de radio y se instaló en Londres. Viajó a Brasil, entre 1959 y 1960 bajo la invitación de la Movimiento Modernista Manuel Bandeira. Volvió a Londres trabajando como periodista freelance. Dio clases de Literatura Comparada y Europea en las Universidades de Austin, Texas y Boston, Massachusetts donde se retiró como Profesor Emérito en 1996. Publicó en Portugal, Gran Bretaña y Estados Unidos y colaboró con numerosas publicaciones literarias en varios países.
Debutó en Portugal con una serie de poemas publicados en la revista Portucale. Fue uno de los fundadores de la revista de poesía Távola Redonda, junto con Ruy Cinatti, António Manuel Couto Viana y David Mourão-Ferreira. Sus poemas han sido traducidos al inglés, español, alemán y holandés, entre varios otros idiomas. Se le describe como alguien que posee un lenguaje con pocos adjetivos pero rico en imágenes, que revela un mundo misterioso oculto en la cotidianidad de las cosas.
Lacerda murió el 27th de agosto de 2007 En Londres a los 78 años. Su cuerpo fue encontrado por el crítico de arte John McEwen, con el que tenía planeado un viaje.

## Poemarios publicados
- 1951 - Poemas
- 1955 - 77 Poems
- 1961 - Palácio
- 1963 - Exílio
- 1969 - Selección de poemas
- 1981 - Tauromagia
- 1984 - Oferenda I
- 1987 - Elegias de Londres
- 1988 - Meio-Dia (Prémio Pen Club)
- 1991 - Sonetos
- 1994 - Oferenda II
- 1997 - Àtrio
- 2001 - Horizonte